# SV 그뢰디히

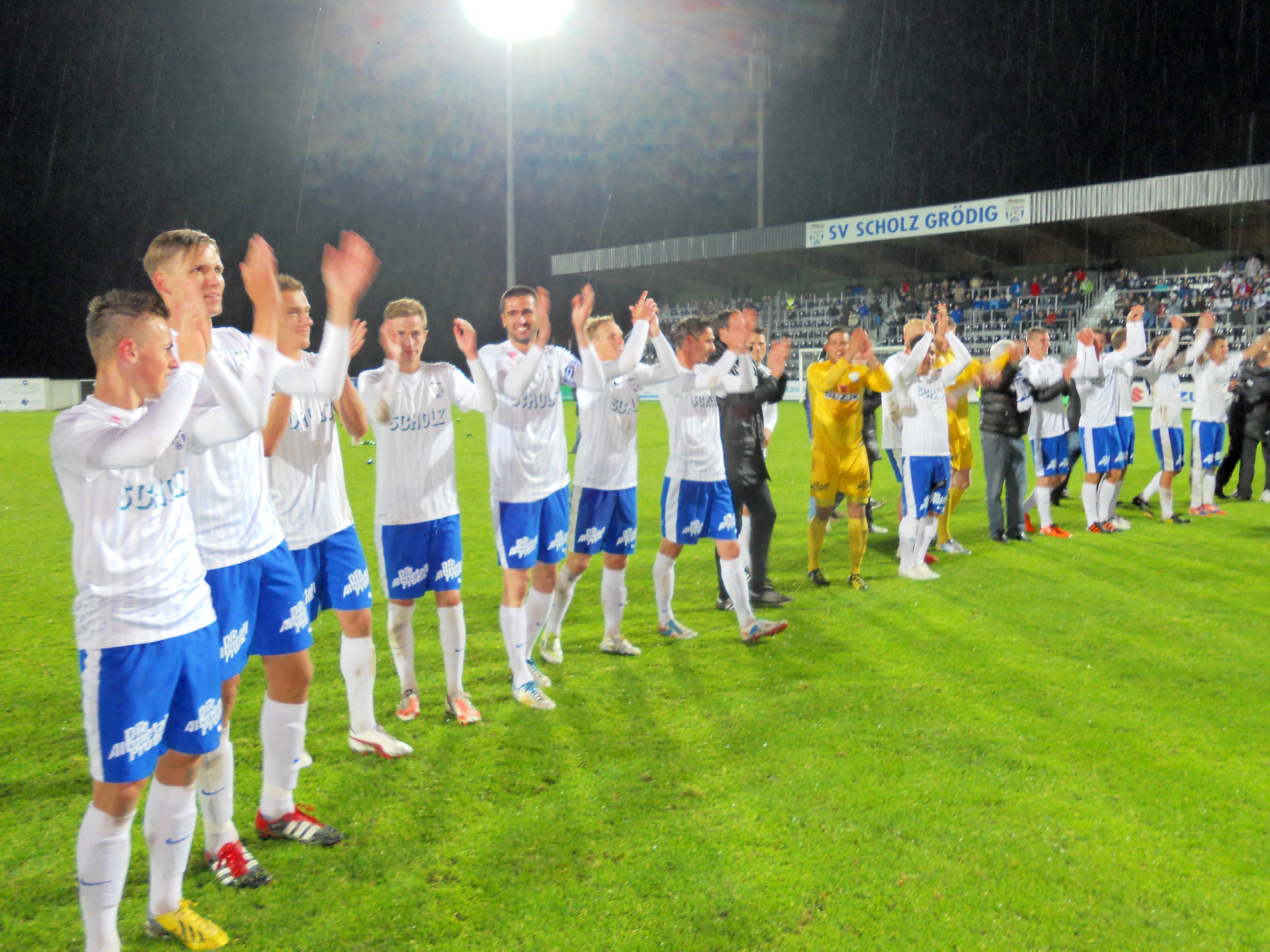

SV 글로디시(Sportverein Grödig)는 그뢰디히를 연고로 하는 오스트리아의 축구 구단이다. 현재 오스트리아 분데스리가에 소속되어 있다.

## 역대 성적
오스트리아 1부 리그
- 우승 (1): 2012-13

## 선수 명단

### 현역
참고: FIFA 자격 규정에 따라 소속된 국가대표팀 국기를 표시합니다. 선수는 복수의 FIFA 비회원국 국적을 가지고 있을 수 있습니다.
| 번호 | 포지션 | 국적 | 이름 |
| ---- | ------ | ---- | ---- |

| 번호 | 포지션 | 국적 | 이름 |
| ---- | ------ | ---- | ---- |

## 역대 감독
| 감독          | 임기        |
| ------------- | ----------- |
| 아돌프 휘터   | 2012 ~ 2014 |
| 미하엘 바우어 | 2014 ~ 2015 |

틀:레기오날리가 잘츠부르크